# Рейн (Mortal Kombat)
Рейн (англ. Rain) — персонаж серии игр Mortal Kombat.

## Создание

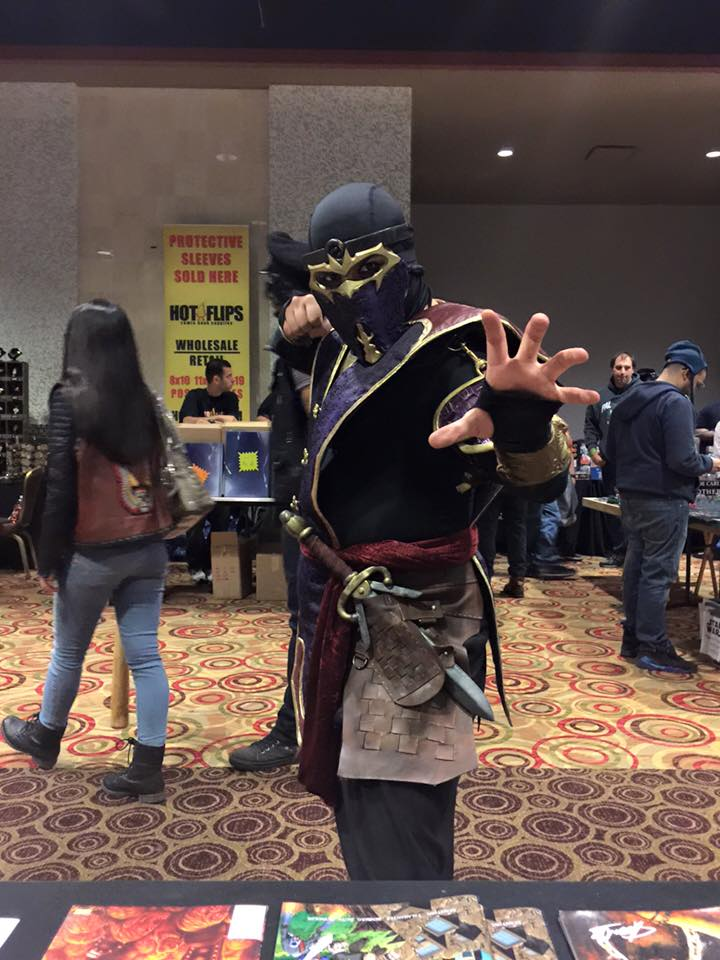
Косплей

Рейн впервые появился в 16-битных консольных версиях Ultimate Mortal Kombat 3 в виде очередного перекрашенного ниндзя пурпурного цвета. Первоначально персонаж должен был стать отвлекающим моментом для игроков, его было невозможно получить его показывали только в меню демонстрации, а сам Рейн был всего лишь перекрашенный спрайт Рептилии, а фанаты бы потратили много времени, пытаясь его найти. Его имя, цвет и титул шутливая отсылка к знаменитой песне американского певца и музыканта Принса «Purple Rain».

## Описание
Он является одним из сыновей Аргуса (наряду с Тэйвеном и Дейгоном, которые являются его старшими братьями), что дает ему право называться полубогом. Рейн предал свою родину, Эдению, в ходе вторжения на Землю и служил Шао Кану, как один из его наёмных убийц, в течение многих лет. Как полубог, он имеет возможность контролировать стихию воды и вызывать молнию. Но основные навыки ведения боя и использования своей силы стихии он получил в Гроте Дракона Ву Ши. Рейн долго тренировался,  медитировал. Иногда приходилось обращаться к колдунам и монахам. Благодаря медитации он достиг силы, позволяющей открывать межпространственные разломы в воздухе.

## История
Рейн был рождён больше 10 000 лет назад в древнем царстве — Эдении. Маленьким ребёнком он пережил вторжение в его родной мир от рук Шао Кана. Во время этого хаоса Рейн был похищен у родителей, в то время как его отец (приёмный, как позже будет известно) остался, чтобы выполнять свой долг как генерала армии Эдении. Впрочем, армия Эдении потерпела поражение, и отец Рейна был убит Шао Каном. Основные навыки ведения боя и использования своей силы стихии он получил в Гроте Дракона Ву Ши. Рейн долго тренировался, изучал свои возможности, медитировал. Иногда приходилось обращаться к колдунам, некромантам и монахам. Благодаря медитации он достиг силы, позволяющей открывать межпространственные разломы в воздухе.
Через тысячи лет Рейн загадочно вернулся во время вторжения в Земное Царство и был атакован отрядами Шао Кана. Ему был дан выбор: сражаться за Кана или быть убитым — и он выбрал первое. Неизвестно, из-за страха, трусости, или скрытых мотивов, но он помогал Шао Кану в его планах завоевания Земного Царства. Будучи тренированным в искусстве боя, Рейн искренне надеялся уничтожить земных воинов.
Рейн не появлялся как игровой персонаж годами, поэтому о его судьбе мало что известно. Его окончание в «Mortal Kombat Trilogy» и в консольных версиях «Ultimate Mortal Kombat 3» говорит, что Китана убедила Рейна сражаться против Императора, рассказав Рейну о судьбе его отца. Узнав об этом, взбешенный Рейн отправился в практически самоубийственную миссию, чтобы остановить Шао Кана.
Рейн появляется как неиграбельный персонаж в режиме Konquest игры «Mortal Kombat: Deception». Его можно найти как в Эдении, так и во Внешнем Мире, и он вовлечён в две под-миссии. Во второй из них Рейна убивает Джейд, так что неизвестно, что из этого можно считать каноничным.
На протяжении событий «Mortal Kombat: Armageddon», Рейн узнаёт о своём настоящем происхождении. Куан Чи рассказывает Рейну о том, что последний на самом деле является прямым потомком Аргуса, бога-защитника Эдении. Рейн начинает ссылаться на себя как на принца этого царства (это можно увидеть в режиме Konquest в Mortal Kombat Armageddon), но он всё ещё сражается на стороне зла, несмотря на то, что больше не служит Шао Кану. Он хочет убить Тейвенa и Дейгона, чтобы получить возможность выиграть приз и силу, обещанную за победу над Блейзом. Рейн сталкивается с Тейвеном в Арктике, но не сумев одержать победу в бою, скрывается в водном портале.
В окончании Рейна в Армагеддоне говорится о том, что Рейн, будучи сыном Аргуса, является сводным братом Тейвена и Дейгона. Получая силу Блейза после победы над последним, Рейн становится богом, и Аргус объявляет его новым защитником Эдении. Но вместо защиты Рейн использует эту силу дабы поработить мир. Аргус, будучи Старшим Богом, не может остановить Рейна.
В обновленной биографии в игре Mortal Kombat (2011) Рейн получил такую предысторию: Беженец, осиротевший вследствие вторжения Шао Кана, Рейн рос под защитой Эденийского Сопротивления. Являясь исключительным бойцом, он скоро вписался в их ряды. Поскольку его репутация росла, он становился высокомерным. Когда Рейн потребовал стать руководителем сил Сопротивления, ему было отказано. Разъяренный, он повернулся против своих товарищей повстанцев и выдал их своим заклятым врагам. В оплату за это предательство, Шао Кан обещал Рейну свою армию. Власть будет его любой ценой.
В истории, раскрывающейся в башнях персонажей игры [Mortal Kombat 11] мы узнаем, что Рейн победил Кронику и завладел песочными часами времени. Получив безграничные возможности, Рейн узнал тайну своего происхождения. Поглощенный злобой, он убил своих братьев. После этого Рейн убил Шана Цзунга, Коталь Кана, и многих других. 
После того, как бог Лю Канг перезапустил вселенную, Рейн стал учеником Королевской Школы, при императрице Синдел. Но Рейн мечтал о большей силе, и вступил в заговор Генерала Шао против Синдел. Но, Рейн был повержен. Дальнейшая его судьба неизвестна.
В концовке Рейна в Mortal Kombat 1 тот из-за своей силы стёр царство, и чувствуя вину решил сдаваться императрице Милине.

## Кино и ТВ
Рейн кратко появляется в Смертельная битва 2: Истребление, где его сыграл Тайрон Кортес Уиггинс (который также был задействован в качестве каскадёра в фильме). Он был убит Шао Каном за то что не заставил молить о пощаде уничтоженных им Кабала и Страйкера. В кадре с кончиной Рейна был использован материал, показывающий смерть Бараки, который позднее ещё раз появляется в фильме.
Рейн появляется в одном эпизоде сериала «Завоевание», где его играет Перси Браун. Шао Кан посылает Рейна убить Великого Кун Лао, чтобы устранить земного чемпиона до следующего турнира.
Рейн появляется в фильме «Смертельная битва: Федерация боевых искусств», где проводит бои с Джаксом, Соней Блейд и погибает в бою с Куан Чи.
Рейн фигурирует в одном эпизоде анимационного сериала «Защитники Земли», в которой он появляется без маски и изображается как бывший жених Китаны (что порождает ревность Лю Кана), который, как все думали, был убит в борьбе с Шао Каном тысячу лет назад. Он был озвучен Рино Романо.
Также Рейн должен был появиться в фильме Мортал Комбат в 2021 году, но сцена с ним была вырезана из фильма на этапе предпроизводства из-за её дороговизны.

## Развитие персонажа
Рейн был назван одним из основателей серии Эдом Буном в честь песни «Purple Rain» (рус. Пурпурный дождь), которую исполняет певец Принс. Первоначально он был вставлен в игру разработчиками как шуточный, неканонический персонаж, кратко показанный в заставке UMK3. Многие поклонники напрасно искали его до тех пор, пока в 1996 году Бун открыто признал, что Рейн был шуткой. В качестве играбельного персонажа Рейн появился на порте UMK3 на SNES и Sega Mega Drive, а затем и в Mortal Kombat Trilogy. В этих двух играх Рейн был уже полноправным героем со своей собственной историей, приёмами и добиваниями. В склепе Армагеддона существуют два коцепт-арта с указанием двух возможных позиций для оружия, персонажа, и пара его Мечей Шторма (именуемыми в дальнейшем «Сабли» в описании). В окончательном варианте Рейн имеет только один Меч Шторма.